# Amaral (cràter)
Amaral és un cràter d'impacte de 105 km de diàmetre de Mercuri. Porta el nom de la pintora modernista brasilera Tarsila do Amaral (1886-1973), i el seu nom va ser aprovat per la Unió Astronòmica Internacional el 2008.
Amb el seu sòl llis, envoltat d'ejeccions i de petits cràters secundaris, sembla notablement més jove que la superfície plena de cràters que hi ha al voltant d'ell. Amaral també té un pic central amb un material brillant que és de particular interès, ja que sembla tenir un color inusual. En les imatges de color millorada, el pic central d'Amaral apareix com un color blau brillant en marcat contrast amb els tons ataronjats del material de la superfície propera. El color diferent del pic central probablement indica roques amb una composició química diferent dels de la superfície veïna.